# Charles City
Charles City ist eine Stadt (mit dem Status „City“) und Verwaltungssitz des Floyd County im US-amerikanischen Bundesstaat Iowa. Das U.S. Census Bureau hat bei der Volkszählung 2020 eine Einwohnerzahl von 7.396 ermittelt.

## Geografie
Charles City liegt im mittleren Nordosten Iowas am Cedar River, der über den Iowa River zum Stromgebiet des Mississippi gehört. Die Grenze zu Minnesota verläuft rund 50 km nördlich, während der Mississippi rund 130 km östlich die Grenze Iowas zu Wisconsin bildet.
Die geografischen Koordinaten von Charles City sind 43°03′59″ nördlicher Breite und 92°40′21″ westlicher Länge. Die Stadt erstreckt sich über eine Fläche von 16,34 km² und gehört keiner Township an.
Nachbarorte von Charles City sind Colwell (16,3 km nordöstlich), Bassett (13,5 km östlich), Nashua (19,3 km südöstlich), Greene (29,5 km südwestlich), Rockford (23,8 km westlich) und Floyd (10,2 km nordwestlich).
Die nächstgelegenen größeren Städte sind die Twin Cities in Minnesota (Minneapolis und Saint Paul) (249 km nördlich), Rochester in Minnesota (125 km nordnordöstlich), La Crosse in Wisconsin (186 km nordöstlich), Wisconsins Hauptstadt Madison (310 km östlich), Dubuque an der Schnittstelle der Staaten Iowa, Wisconsin und Illinois (212 km ostsüdöstlich), Waterloo (81,4 km südöstlich), Cedar Rapids (168 km in der gleichen Richtung) und Iowas Hauptstadt Des Moines (231 km südsüdwestlich).

## Verkehr
Der zum Freeway ausgebaute Iowa State Highway 27 bildet die südliche und westliche Umgehungsstraße von Charles City. Der U.S. Highway 18 führt in West-Ost-Richtung durch das Stadtgebiet von Charles City und trifft im Zentrum an dessen nördlichem Endpunkt auf den Iowa State Highway 14.  Alle weiteren Straßen sind untergeordnete Landstraßen, teils unbefestigte Fahrwege sowie innerörtliche Verbindungsstraßen.
In Charles City treffen zwei Eisenbahnstrecken der Canadian National Railway (CN) und der Canadian Pacific Railway (CP) aufeinander.
Mit dem Northeast Iowa Regional Airport befindet sich 5,5 km östlich ein kleiner Flugplatz. Der nächste Verkehrsflughafen ist der 74 km südsüdöstlich gelegene Waterloo Regional Airport, von wo aus durch Zubringerflüge mehrerer Fluggesellschaften Anschluss an die Großflughäfen Chicago O’Hare und Minneapolis-Saint Paul besteht.

## Geschichte
In der Gegend von Charles City hatten sich ursprünglich Winnebago-Indianer niedergelassen. Im Jahre 1852 kamen 25 Familien als erste Siedler hierher. Die heutige Stadt wurde 1869 als Charlestown inkorporiert.

## Bevölkerung
Nach der Volkszählung im Jahr 2010 lebten in Charles City 7652 Menschen in 3440 Haushalten. Die Bevölkerungsdichte betrug 468,3 Einwohner pro Quadratkilometer. In den 3440 Haushalten lebten statistisch je 2,15 Personen.
Ethnisch betrachtet setzte sich die Bevölkerung zusammen aus 92,7 Prozent Weißen, 2,5 Prozent Afroamerikanern, 0,2 Prozent amerikanischen Ureinwohnern, 2,5 Prozent Asiaten, 0,1 Prozent Polynesiern sowie 1,0 Prozent aus anderen ethnischen Gruppen; 1,1 Prozent stammten von zwei oder mehr Ethnien ab. Unabhängig von der ethnischen Zugehörigkeit waren 2,6 Prozent der Bevölkerung spanischer oder lateinamerikanischer Abstammung.
23,0 Prozent der Bevölkerung waren unter 18 Jahre alt, 53,9 Prozent waren zwischen 18 und 64 und 23,1 Prozent waren 65 Jahre oder älter. 53,0 Prozent der Bevölkerung waren weiblich.
Das mittlere jährliche Einkommen eines Haushalts lag bei 38.417 USD. Das Pro-Kopf-Einkommen betrug 21.900 USD. 16,6 Prozent der Einwohner lebten unterhalb der Armutsgrenze.

## Bekannte Bewohner
- Henry Otis Pratt (1838–1931), republikanischer Abgeordneter des US-Repräsentantenhauses (1873–1877), arbeitete mehrere Jahre als Lehrer und als Rechtsanwalt in Charles City
- Joseph Charles Arthur (1850–1942), Botaniker, aufgewachsen in Charles City
- Carrie Chapman Catt (1859–1947), Frauenrechtlerin, aufgewachsen in Charles City
- Robert Coover (1932–2024), Schriftsteller, geboren und aufgewachsen in Charles City
- George Driver Nelson (* 1950), Raumfahrer, geboren in Charles City
- Greg Brunner (* 1983), US-amerikanisch-schweizerischer Basketballspieler, geboren und aufgewachsen in Charles City